# Ranefer (visoki svećenik boga Ptaha)
Ranefer ili Ranofer ("Ra je lijep") bio je visoki svećenik boga Ptaha, prethodnik Kanefera. Služio je Ptahu i Sokaru, a bio je nazvan po Rau. Nadgledavao je grupu umjetnika i obrtnika. Pokopan je u velikoj mastabi u Sakari.